# Revelation (Lied)
Revelation (englisch für „Offenbarung“) ist ein Lied des australischen Sängers Troye Sivan und der isländischen Band Sigur Rós.

## Entstehung
Geschrieben wurde das Lied von den bei beiden Interpreten, zusammen mit dem Koautoren Brett McLaughin.
Die Erstveröffentlichung von Revelation erfolgte als Single am 18. Oktober 2018 bei Back Lot Music. Diese erschien als digitaler Einzeltrack zum Download und Streaming. Am 26. Oktober 2018 erschien das Lied als Teil des Soundtracks zu Der verlorene Sohn.

## Hintergrund
Erstmals präsentiert wurde das Lied bereits im Juli 2018, als es für einen ersten Trailer zum Film Boy Erased verwendet wurde. Revelation ist zudem das Titellied des Films, in dem der Sänger in der Rolle von Gary zu sehen ist, der an einem Programm teilnimmt, bei dem Homosexuelle in zwölf Schritten umgepolt werden sollen und das streng nach der Bibel ausgerichtet ist. Im Film ist der Song ungefähr in der Mitte zu hören, als der Protagonist Jared nach einer Kunstausstellung mit einem Mann nach Hause geht, einfach um sein Bett zu teilen und eine Intimität mit einem anderen Mann zu erfahren.
Sivan selbst hatte sich 2013 in einem bewegenden Video bei Youtube geoutet. Mit 15 Jahren hatte er sich seinen Eltern gegenüber geoutet. Sivan erklärte, er habe unbedingt auf dem Soundtrack von Boy Erased in Erscheinung treten wollen, um nicht nur als Schauspieler, sondern auch musikalisch in den Film involviert zu sein. So schrieb er den Song spontan mit Jónsi von Sigur Rós, nachdem sie eine fertige Szene des Films gesehen hatten.

## Rezeption

### Rezensionen
Peter Debruge von Variety bezeichnet Revelation als „grandios“ und zählt den Song zu einer der beiden herzzerreißenden Balladen des Soundtracks.
Joshua Bote vom Branchenmagazin Billboard findet, Sivan klinge in der eindringlichen Ballade mit den Post-Rock-Elementen absolut atemberaubend und ist sich einer Nominierung des Songs bei der anstehenden Oscarverleihung sicher.

### Preise
Bei der anstehenden Oscarverleihung 2019 befindet sich der Song in einer Shortlist in der Kategorie Bester Song. Im Folgenden eine Auswahl von Auszeichnungen und Nominierungen:
Golden Globe Awards 2019
- Nominierung als Bester Filmsong[11]

Hollywood Music in Media Awards 2018
- Nominierung als Bester Filmsong (Leland, Troye Sivan und Jónsi)[12]

Los Angeles Online Film Critics Society Awards 2019
- Nominierung als Bester Song (Revelation)

Palm Springs International Film Festival 2019
- Auszeichnung mit dem Variety's Creative Impact Award (Troye Sivan)[13]

Satellite Awards 2018
- Nominierung als Bester Song[14]